# Parapente à La Réunion
Le parapente à La Réunion se pratique principalement sur le site de Saint Leu, lieu où on peut s'envoler 300 jours par an. C'est ainsi qu'en 2006, La Réunion eut le privilège d'accueillir la finale de la coupe du monde de parapente 2006 (victoire du Suisse Christian Maurer) après avoir déjà organisé la finale de la coupe du monde de parapente 2003.

## Histoire

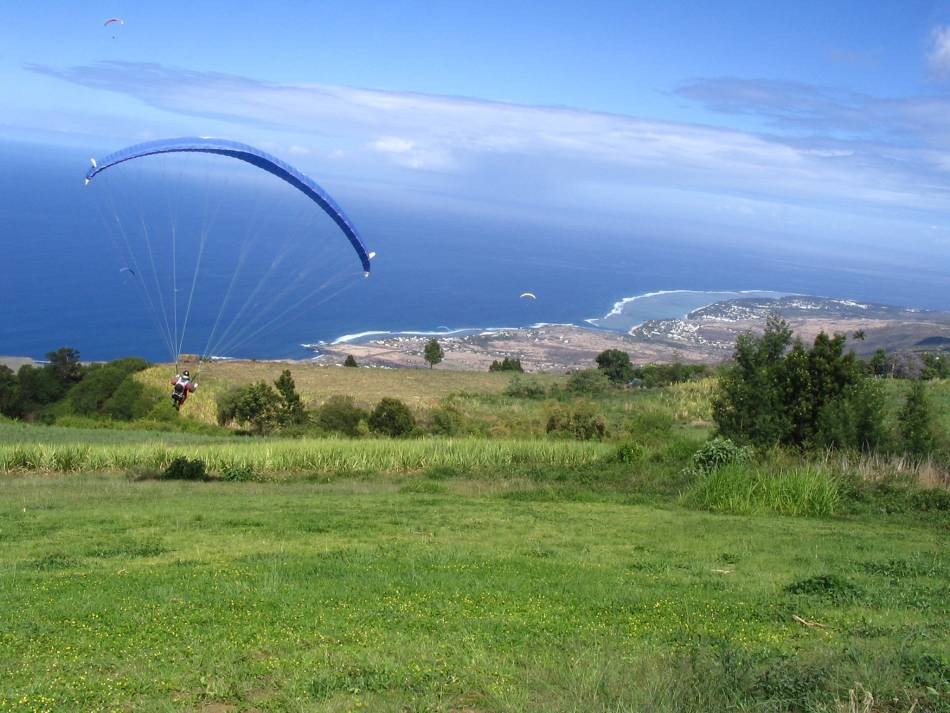
Un parapentiste en descente sur Saint-Leu.

En novembre 1984, John Jourdain, est l'auteur du premier vol de l'histoire du parapente à La Réunion en compagnie de Jean-Claude Bétemps et de Gérard Bosson, les inventeurs du parapente. Il est à l'origine de la formation de centaine de pilotes et de l'ouverture de beaucoup de sites sur l'île. Il est l'animateur principal d'Air Lagon.
En 1990, le premier Critérium de parapente de La Réunion est créé. Cet événement, rebaptisé en 1991 le Maïdo-Run vivra jusqu’en 1996. Il sera remplacé par une pré-coupe du monde en 1997 et par l’Open de La Réunion en 1998. Puis, ce sont les manches de pré-coupe du monde ou pré-championnat de France qui se succèdent, avant la première reconnaissance nationale du site de vol libre de La Réunion, avec l'organisation du premier championnat de France de parapente sur l'île en 2000.
En 2005, La Réunion organisera sa seconde finale des Championnats de France, signe que le site est réellement de qualité. Mais c'est l'organisation de la Finale de la coupe du monde de parapente 2003 et une nouvelle fois en 2006 qui conféreront définitivement au site de l'île de La Réunion sa renommée internationale. Désormais, ce sont les World Cup Series avec un Prize Money qui attirent les pilotes.

## Compétitions
Depuis 2000, la Ligue de vol libre de la Réunion avec son Comité d’organisation (CROCVL) assume, sur l'île, le déroulement de grandes compétitions de parapente :
- Championnat de France de parapente (finale) 2000
- Pré-Coupe du monde PWCA 2001
- Pré-Coupe du monde PWCA 2002
- Coupe du monde de parapente 2003 (finale) 2003
- World Cup Serie (Pierrefonds World Cup) 2004
- Championnat de France de parapente (finale) 2005
- Coupe du monde de parapente 2006 (finale) 2006
- Route des Tamarins World Cup Series 2007 (1re édition)2007
- Route des Tamarins World Cup Series 2008 (2e édition) 2008
- Route des Tamarins World Cup Series 2009 (3e édition) 2009

## La Ligue de vol libre de la Réunion
La Ligue de vol libre de la Réunion a été créée afin de rassembler tous les clubs et écoles de vols libres à La Réunion. Elle a pour but de faire la liaison entre les clubs et les Institutions tels que la Fédération française de vol libre, la Jeunesse et Sport, la Maison de la Montagne, l'ONF, la région, le département.
C'est son Comité réunionnais d'organisation des compétitions de vol libre, le CROCVL, qui organise les grandes compétitions internationales qui contribuent à faire connaître l'activité auprès du grand public.

### Fonctionnement de la Ligue
Elle fonctionne en plusieurs commissions qui travaillent chacune à des tâches bien précises, puis les décisions finales sont entérinées par le comité directeur et mises en œuvre par le Bureau.
- La Commissions des sites qui a pour rôle d'être en relation avec les différents partenaires institutionnels (Maison de la Montagne, région...). Elle a pour mission de pérenniser les sites existants et de permettre l'ouverture de nouveaux sites sur proposition des clubs.
- La Commission Formation Delta et Parapente qui met en place des cours de préparation au brevet de pilote, d'une formation annuelle de biplaceurs, des diverses formations fédérales en parapente (accompagnateur, animateur, moniteur, entraîneur, directeurs d'épreuves de compétitions) et de divers cours théoriques de remise à niveau en fonction de la demande.
- Les commissions Compétition Delta et Parapente qui adaptent les règlements officiels pour mieux correspondre aux spécificités régionales et, tout au long de la saison sportive elles établissent les calendriers et elles s'occupent, en relais avec les clubs organisateurs de manches, de l'organisation et du suivi des championnats delta et parapente. Elles gèrent également le scoring et les différents classements, la communication avec les médias et des soirées de remise de prix.

Grâce à son aide, en 2005 une équipe de la Réunion rassemblant les meilleurs pilotes locaux a vu le jour. Ils peuvent ainsi participer aux compétitions internationales dans le but de progresser.
- La Commission Jeunes et Handicapés, la Ligue et le Comité Handisport Réunion ont signé une convention de partenariat. Ainsi, une centaine de handicapés ont volé en biplace et la Ligue a pu acquérir un fauteuil spécial Parapente.

Le travail de cette commission très dynamique est de pérenniser l'intégration de tous dans le vol libre, c'est la raison pour laquelle, depuis 2001 cette commission est rattaché à la Ligue. 
- La Commission Jeunes qui est à l'écoute de nos jeunes et de proposer des solutions ou des aménagements pour leur faciliter la pratique du parapente.

- La Commission Madagascar qui à la demande de la Fédération française de vol libre (FFVL), aide à l'émergence du parapente sur la « Grande île ». Elle a pour but de mettre en place une aide dans la mesure des possibilités locales, tant au niveau des formations initiales que des formations de moniteurs.

- La Commission Communication qui fait connaître le parapente à tous les habitants de l'île. C'est elle qui est chargée de la recherche du sponsoring pour que la Ligue puisse développer toutes ses actions promotionnelles.

Enfin, la Ligue doit se doter des moyens financiers nécessaires à son fonctionnement. C'est un gros travail permanent de communication, réalisé par la commission communication pour que son image de marque lui permette de solliciter toutes les sources de subventions possibles.
- La Fédération française de vol libre (FFVL)
- La mairie de Saint-Leu
- Le conseil général
- Le conseil régional
- Le CROS et la Direction départementale de la jeunesse et des sports (DDJS)

### Les chiffres
- 643 membres licenciés pour l'année 2007.
- Cinq écoles agréées FFVL (trois professionnelles et deux associatives).

## Les sites de vols
- Colimaçons (Saint-Leu)
- 800 (Saint-Leu)
- 500 Grande Ravine
- 1400 (Saint-Leu)
- 1500 (Saint-Leu)
- P.E Bellemène (Saint-Paul)
- Dimitile (Saint-Louis)
- Dos d'âne (Saint-Paul)
- Grègues (Saint-Joseph)
- Maido (Saint-Paul)
- Makes (Saint-Louis)
- Matouta (Saint-Joseph)
- Piton des neiges (Saint-Louis)
- Piton l'Entonnoir (Saint-Joseph)
- Piton Rond (La Plaine-des-Palmistes)
- Piton Textor (Route du Volcan)

## Les clubs

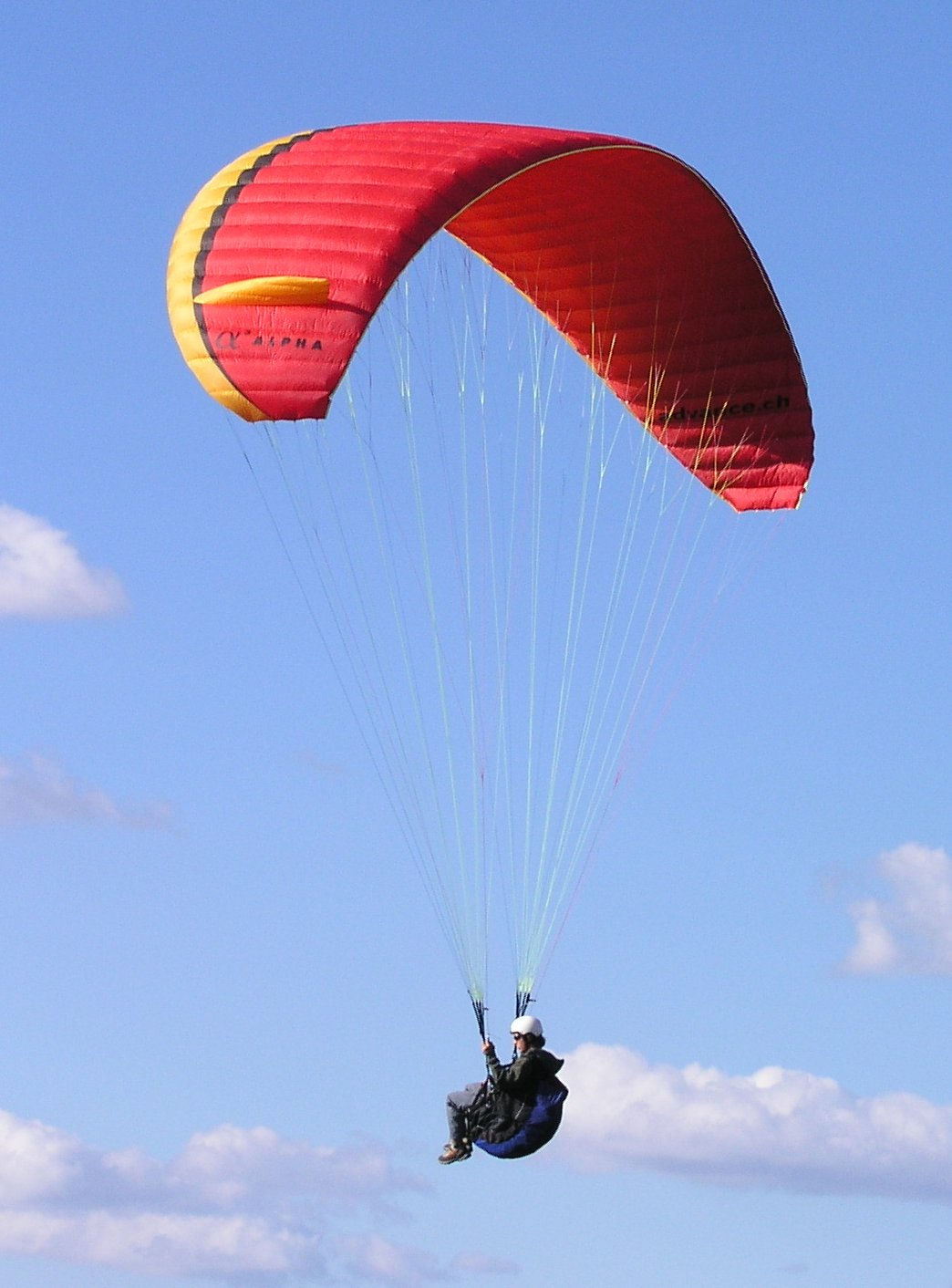
Un parapente en vol.

- Ascendance Parapente
- Air Réunion Parapente (Saint-Leu)
- 360 Run
- À Grand Coup D'aile (Saint-Pierre)
- À L'Air Libre (Saint-Leu)
- AJTL'R (La Possession)
- ASVLR (Saint-Gilles les Bains)
- Hand'Icare (Trois-Bassins)
- PArapangue
- Petr'Ailes Passion (Saint-Louis)
- Potenciel (Saint-Leu)
- Raz Le Pente (La Saline-les-Bains)
- Zwazo Lo Van (Saint-Leu)

## Équipe de la Réunion 2008

### Titulaires
- Coupy Sébastien
- Loire Joël
- Magnin Fred
- Robert Ludovic
- Villard Philippe

### Suppléants
- Moreau Ghislain
- Lear Sylvio
- Bourdelle Adrien
- Bourdeu Tom

### Entraîneur/sélectionneur
- Lauri François

### Capitaine d'équipe
- Vitalis Laurent